# Сампайо, Вилтон
Вилтон Сампайо (порт. Wilton Pereira Sampaio; род. 28 декабря 1981, Терезина-ди-Гояс, Гояс) — бразильский футбольный судья. Судья ФИФА с 2013 года.

## Карьера
Сампайо дебютировал в Серии А — высшем дивизионе Бразилии, в конце сезона 2007 года, когда он отработал матч между «Америкой» и «Ботафого». С тех пор он участвовал более чем в 200 играх первого дивизиона. Самыми яркими моментами его национальной карьеры были судейство финала Суперкубка Бразилии 2020 года и финала чемпионата штата Гояс 2021 года.
Сампайо с 2013 года является судьёй ФИФА. Его дебют на международной арене пришёлся на август 2013 года, когда он судил матч второго раунда Южноамериканского кубка между двумя бразильскими клубами Португезой и Баией. В 2016 году он судил первый матч Южноамериканского Рекопа между «Индепендьенте Санта-Фе» и «Ривер Плейт». В 2019 году был отмечен специальным призом Бразильской Серии А как лучший судья.
В 2016 году Сампайо получил свой первый вызов на крупный международный турнир среди сборных, судил матчи группового этапа Кубка Америки 2016 года. Также входил в состав судейской бригады на Кубке Америки в 2019 и 2021 годах. Он представлял судей Южноамериканской футбольной ассоциации на клубном чемпионате мира по футболу FIFA 2018 и отработал в полуфинале.
На Чемпионате мира 2018 года в России Сампайо выступал в качестве видеоассистента на восьми матчах турнира.
В конце 2021 года он был вызван ФИФА на Кубок арабских государств FIFA, который стал официальным турниром по подготовке к чемпионату мира 2022 года в Катаре. Там он провёл три игры, включая четвертьфинал. 
В мае 2022 года ФИФА назначила его одним из 36 главных судей чемпионата мира по футболу 2022 года в Катаре.
В мае 2024 года был отобран одним из главных судей для обслуживания матчей Кубка Америки по футболу, который состоится в июне-июле 2024 года на футбольных полях США. 

### Чемпионат мира 2022 года
| Стадия         | Дата            | Место                      | Команда 1  | Команда 2         | Результат | Предупреждён | Red card | Пенальти |
| -------------- | --------------- | -------------------------- | ---------- | ----------------- | --------- | ------------ | -------- | -------- |
| Групповой этап | 21 ноября 2022  | Эль-Тумама, г.Доха         | Сенегал    | Нидерланды        | 0:2 (0:0) | 0 - 1        | 0 - 0    | 0 - 0    |
| Групповой этап | 26 ноября 2022  | Эдьюкейшн сити, г.Эр-Райян | Польша     | Саудовская Аравия | 2:0 (1:0) | 3 - 2        | 0 - 0    | 0 -      |
| 1/8 финала     | 3 декабря 2022  | Халифа, г.Доха             | Нидерланды | США               | 3:1 (2:0) | 2 - 0        | 0 - 0    | 0 - 0    |
| 1/4 финала     | 10 декабря 2022 | Эль-Байт, г.Эль-Хаур       | Англия     | Франция           | 1:2 (0:1) | 1 - 3        | 0 - 0    | - 0      |